# Cercle de Kreisau
El Cercle de Kreisau fou un grup de vint-i-cinc dissidents del Tercer Reich, liderats per Helmuth James von Moltke. El Cercle, entès com a grup o reunió, pren el nom de Kreisau, un poble de Silèsia on s'ubicava la principal finca rural de la família von Moltke, a l'actual Polònia. Formaven el Cercle una majoria d'homes, d'origen aristocràtic, tant de religió protestant com catòlic, amb carreres professionals i simpatitzants tant de tendències conservadores com socialistes. Malgrat les diferències, els membres del Cercle de Kreisau els unia la idea d'enderrocar el règim d'Adolf Hitler i centraren les seves discussions en la reorganització del país una vegada el III Reich hagués caigut. El Cercle perdé força després de la detenció de von Moltke el gener de 1944 i el seu posterior assassinat després dels fets del Complot del 20 de juliol.
Juntament amb von Moltke, el Cercle l'integraven: Peter Graf Yorck von Wartenburg i Margrit von Trotha entre d'altres.